# Stata

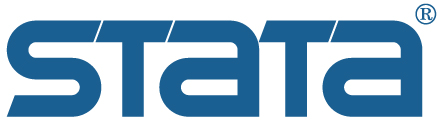

Stata, 스타타는 1980년대 중반 미국의 스타타 기업(Stata Corp)이 개발한 통계 소프트웨어 패키지이다. Stata라는 이름은 Statistics와 Data를 합친 말에서 유래하였으며, 줄임말이 아니어서 대문자 STATA가 아닌 Stata로 표기한다.

## 특징
Stata는 통계학의 전 분야에서 사용하도록 만들었며, 단지 통계 패키지가 아니라 통계적 능력을 갖춘 완전한 데이터 관리 시스템이다. 다음과 같은 장점을 바탕으로 현재 129개국에서 사용한다.
Stata는 초보 사용자도 접근이 어렵지 않으며, 자료를 처리하는 속도가 빠르고, 정확한 데이터 값을 얻을 수 있다. 또한, 호환성이 뛰어나 모든 시스템에서 사용이 가능하며, Stata에서 사용하는 Dataset는 여러 플랫폼에서 변환하지 않고 공유할 수 있다.
Stata는 새로운 명령어를 사용자가 추가하도록 프로그래밍 환경을 제공하며, 인터넷을 통해 한번의 클릭만으로 web상의 data를 공유하고 수시로 추가되는 새로운 기능을 자동으로 Update가 가능하다. 경제성 면에 있어서도 다른 여타 프로그램에 비해 가격이 높지 않다는 강점을 가지고 있다.

## 장점
Stata는 학술적으로 뿐만 아니라 업무용으로 이용하며, 경제학을 비롯하여 사회학, 정치학 등 사회과학 전반은 물론, 의학 분야 등 자연과학에서도 활발히 이용한다. 전 세계적으로 사용하는 프로그램으로서 미국과 유럽지역에서는 다양한 유저 모임이 개최될 정도로 사용자층이 광범위하다. Stata는 SAS 및 SPSS보다 20여 년 늦게 등장했지만 이들 기존 프로그램의 부족한 부분을 채워가면서 이들을 점점 대체해 가고 있다. Stata의 장점은 매우 많다. 그것들을 제대로 이해하기 위해서는 Stata 사용법과 활용분야 등을 제대로 이해해야 한다. 대표적으로 들 수 있는 Stata의 장점은 다음과 같이 정리된다.
- 통계분석은 물론 데이터관리(Data managment)와 그래픽(Graphic)에서도 탁월한 능력을 발휘한다.
- 광범위한 내용의 통계분석이 가능하여 매우 다양한 분야의 사용자들의 요구에 부합한다.
- 인터넷과의 상호작용을 통하여 다양한 부가적인 기능을 발휘한다.
- 프로그램이 가벼워 시작속도가 매우 빠르고 저사양 컴퓨터에서 사용하기에도 무리가 없다.
- 가격과 유지비용이 타 통계프로그램에 비하여 저렴하다.

## 버전
Stata는 1984년 버전 1.0을 시작으로 2007년 여름에 버전 10이 출시되었다. 평균적으로 2년 내지 2년 6개월마다 업그레이드가 이루어지고 있다. 버전 10은 9에 비하여 크게 달라지지는 않았지만, 그래프 작성시 Graph Editor를 사용할 수 있는 편리함이 추가되었다. Stata는 세 가지 종류로 판매되고 있다. 즉, Stata SE, Stata IC, Stata Small 등이 그것이다. 이들은 데이터 처리능력과 속도에서 차이가 있다. Stata SE(Special Edition)는 세 종류 중에서 처리 속도와 능력 면에서 다른 것들에 비해 월등히 앞선다. 그만큼 가격도 가장 비싸다. 예를 들어 한 번에 불러올 수 있는 변수가 최대 32,766개에 이르며, 따라서 많은 변수를 가진 데이터의 처리가 가능하다.
뿐만 아니라 최대 불러들일 수 있는 관측치 개수는 Stata 프로그램 상으로는 한계가 없으며, 사용자의 컴퓨터 메모리의 한계까지 가능하다. 문자(String) 변수의 경우에는 하나의 관측치가 최대 244글자(한글의 경우에는 그 절반인 122글자)까지 가능하다. 한 번에 계산 가능한 행렬은 11,000×11,000까지이다. 가장 널리 사용되는 Stata IC(Intercooled)는 한 번에 불러올 수 있는 변수의 수가 2,048개로 제한되어 있어 변수가 많은 데이터는 불러오지 못하는 경우가 생길 수 있다. 그러나 관측치는 거의 무한정 불러오는 것이 가능하다. 또한 문자변수의 관측치는 최대 80글자(한글의 경우 40글자)까지 입력할 수 있다. 마지막 종류인 Stata Small은 사용 용량에 제한이 많아 거의 사용되지 않는 편이다.

## 같이 보기
- 데이터 분석